# Dick Schoof
Hendrikus Wilhelmus Maria „Dick” Schoof (Santpoort, Sjeverna Holandija, 8. ožujka 1957.) aktualni je premijer Nizozemske od 2. srpnja 2024.
Schoof je prethodno služio kao glavni tajnik Ministarstva pravde i sigurnosti od 2020. do 2024. godine, kao generalni direktor Opće obavještajne i sigurnosne službe od 2018. do 2020. godine, te kao Nacionalni koordinator za sigurnost i protuterorizam od 2013. do 2018. godine. Nije član nijedne političke stranke.

## Rani život i obrazovanje
Hendrikus Wilhelmus Maria Schoof rođen je 8. ožujka 1957. u Santpoortu u rimokatoličkoj obitelji kao drugi najmlađi od sedmero djece.
Ima jednu sestru, a njegov otac bio je općinski službenik, uključujući rad u socijalnoj službi. Sa osam godina preselio se s obitelji u Hengelo, gdje je pohađao Lyceum De Grundel. Od 1975. do 1982. godine studirao je urbanizam i regionalno planiranje na Sveučilištu u Radboudu. Bio je član studentskog udruženja Phocas usmjerenog na veslanje i služio je kao njegov predsjednik.

## Karijera

### Državna služba
Schoof je započeo svoju karijeru kao savjetnik za politiku obrazovanja u Udruzi općina Nizozemske i postao državni službenik u Ministarstvu obrazovanja i znanosti 1988. godine. Pomogao je u ukidanju odjela za izgradnju osnovnih škola, kojem je bio na čelu, pod državnim tajnikom Jacquesom Wallageom. Pomogao je u posredovanju između Kršćansko-demokratske stranke (CDA) i Laburističke stranke kada su se obje stranke neslagale oko toga tko bi trebao biti odgovoran za održavanje školskih zgrada – škole ili općine.
Od 1996. godine, Schoof je obnašao različite visoke pozicije u području sigurnosti. Služio je kao zamjenik glavnog tajnika u Ministarstvu sigurnosti i pravde prije nego što je imenovan glavnim direktorom Službe za imigraciju i naturalizaciju (IND) 1999. godine. Nizozemska je doživljavala relativno visoki priliv tražitelja azila zbog rata na Kosovu, a organizacija je imala značajan zaostatak zahtjeva. Schoof je bio odgovoran za provedbu reformi Zakona o strancima koje je 2001. godine predložio državni tajnik za pravdu Job Cohen, a koje su pojednostavile postupak dobivanja azila, te je radio na deportaciji podnositelja zahtjeva koji nisu ispunjavali uvjete. Broj zahtjeva za azil opao je, što je Schoof pripisao strožim migracijskim politikama. Kasnija evaluacija pokazala je da je zakonodavstvo imalo ograničeniji utjecaj, sugerirajući da su vanjski faktori bili glavni uzroci opadanja broja zahtjeva. Schoof je napustio IND kako bi postao generalni direktor u Ministarstvu unutarnjih poslova i kraljevskih odnosa 2003. godine, gdje je bio zadužen za restrukturiranje policije iz više regionalnih organizacija u jedno Nacionalno policijsko tijelo (nizoz. Korps Nationale Politie).
Nakon što je služio kao generalni direktor u Ministarstvu sigurnosti i pravde (od 2010. do 2013. godine), Schoof je imenovan za Nacionalnog koordinatora za sigurnost i protuterorizam (NCTV). Dopustio je svojim zaposlenicima da nadziru potencijalne teroriste na društvenim mrežama putem lažnih profila unatoč upozorenjima svojih odvjetnika. Nakon obaranja leta Malaysia Airlinesa 17, koordinirao je nizozemski krizni odgovor, što je ojačalo njegovu suradnju s premijerom Markom Rutteom. Kada je Schoof zatražio neovisnu istragu Sveučilišta u Twenteu o radu svog ureda, optužen je za miješanje u izvještaj. Vršio je pritisak da se ublaži glavni zaključak. Schoof je vodio Opću obavještajnu i sigurnosnu službu kao generalni direktor od 2018. do 2020. godine. De Volkskrant je napisao da je njegov relativno kratki mandat obilježen sukobom kultura. Schoof je bezuspješno pokušavao učiniti agenciju otvorenijom, uključujući suradnju s institucijama i sveučilištima. Godine 2019. upozorio je ministarstvo obrazovanja i općinu Amsterdam da su pristaše selefističkog pokreta u upravnom odboru jedne islamske škole. Njegova poruka je percipirana kao pokušaj vršenja pritiska i naišla je na kritike zbog poticanja polarizacije.
U prosincu 2019. godine objavljeno je da će Schoof naslijediti Siebea Riedstru na poziciji glavnog tajnika Ministarstva pravde i sigurnosti, što je najviša nenadležna politička pozicija unutar ministarstva. Imenovanje je stupilo na snagu 1. ožujka 2020. godine. U svojoj ulozi, bio je uključen u pregovore o reformi azila koji su doveli do pada četvrte vlade Ruttea u srpnju 2023. godine. Kada je dosegao zakonsku dob za mirovinu u ožujku 2024., Schoof je odlučio ne otići u mirovinu i dobio je izuzeće da nastavi raditi još tri godine.

## Politička karijera
Schoof je bio pasivni član Laburističke stranke (PvdA) više od 30 godina, sve dok nije napustio stranku početkom 2021. Nakon pobjede Stranke za slobodu (PVV) Geerta Wildersa na općim izborima u studenom 2023., Schoof je u intervjuu rezultate nazvao signalom nepovjerenja prema vladi. Rekao je da ljudi nisu pogriješili ako su glasali za PVV u tako velikom broju.
Dana 16. svibnja 2024. PVV je predstavio desničarski koalicijski sporazum s Narodnom strankom za slobodu i demokraciju (VVD), Novim društvenim ugovorom (NSC) i Pokretom poljoprivrednik-građanin (BBB). Kao dio pregovora, četiri stranačka čelnika složila su se da nitko od njih neće obnašati dužnost premijera. PVV je prvobitno predložio Ronalda Plasterka za tu poziciju, ali se on povukao iz razmatranja zbog optužbi za prijevaru. Schoof je naknadno imenovan za premijera 28. svibnja 2024. od strane koalicijskih stranaka pod formatorom Richardom van Zwolom. Dana 2. srpnja, sedam mjeseci nakon izbora, prisegnuo ga je kralj Willem-Alexander.

## Osobni život
Schoof živi u Zoetermeeru s partnericom. Schoof i njegova bivša supruga, Yolanda Senf, imaju dvije kćeri koje su usvojene iz Kine. Uživa u trčanju, a svoj prvi maraton završio je 1987. godine, dok je svoj 18. maraton završio 2024. godine. Schoofov stariji brat, Nico Schoof, bivši je čelnik općina Akersloot, Limmen, Heiloo i Alphen aan den Rijn za stranku Demokrati 66. Schoof je katolik.